# Phtheochroa ochodea
Phtheochroa ochodea es una especie de polilla de la familia Tortricidae. 

## Distribución
Se encuentra en Durango, México.